# آلاندو اتکینسون
آلاندو اتکینسون (انگلیسی: Alando Atkinson؛ زادهٔ) بازیکن فوتبال است.